# Matti Nykänen
Matti Ensio Nykänen (Jyväskylä, 1963. július 17. – Lappeenranta, 2019. február 4.) olimpiai bajnok finn síugró, énekes.

## Sikerei, díjai
- Olimpiai játékok
  - aranyérmes (4): 1984, Szarajevó (nagysánc), 1988, Calgary (normálsánc, nagysánc, csapat)
  - ezüstérmes: 1984, Szarajevó (normálsánc)
- Négysáncverseny
  - győztes (2): 1982–83, 1987–88
- Északisí-világbajnokság
  - aranyérmes (5): 1982 (nagysánc), 1984, 1985, 1987, 1989 (mind nagysánc, csapat)
  - ezüstérmes: 1987 (normálsánc)
  - bronzérmes (3): 1982 (nagysánc, csapat), 1985, 1989 (mind nagysánc)
- Sírepülő-világbajnokság
  - aranyérmes: 1985
  - ezüstérmes: 1990
  - bronzérmes (3): 1983, 1986, 1988

## Diszkográfia
- Yllätysten yö (1992)
- Samurai (1993)
- Ehkä otin, ehkä en (2006)